# Aparté
Aparté is een Frans platenlabel, dat klassieke muziek uitbrengt. Het werd rond 2010 opgericht door Nicolas Bartholomée, eigenaar van de opnamestudio Little Tribeca en eerder oprichter van het klassieke label Ambroisie. Musici die op Aparté uitkwamen zijn onder meer David Grimal, Christophe Rousset, Vanessa Wagner en Katia Bronska.